# Julius Sterling Morton

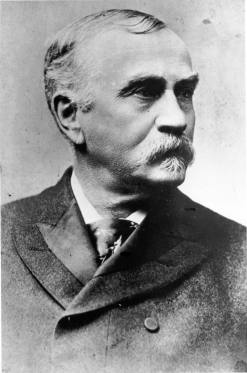
Julius Sterling Morton

Julius Sterling Morton (* 22. April 1832 in Adams, Jefferson County, New York; † 27. April 1902 in Lake Forest, Illinois) war ein US-amerikanischer Politiker (Demokratische Partei). Er war von 1893 bis 1897 Landwirtschaftsminister unter Präsident Grover Cleveland und zwischen 1858 und 1859 sowie im Jahr 1861 Gouverneur des Nebraska-Territoriums.

## Frühe Jahre
Julius Morton zog schon früh mit seiner Familie nach Detroit in Michigan. Dort besuchte er bis 1854 die University of Michigan. In diesem Jahr ging Julius mit seiner Verlobten in das Nebraska-Territorium. Dort siedelte er sich in der Nähe von Nebraska City an. Er gab eine Zeitung heraus und wurde ein erfolgreicher Farmer. Außerdem half er bei der Vermessung und dem Aufbau von Nebraska City.

## Politischer Aufstieg
Gleichzeitig nahm er Anteil am politischen Geschehen. Zwischen 1855 und 1858 war er Mitglied des territorialen Parlaments, mit einer Unterbrechung im Jahr 1857. Im Jahr 1858 wurde er von Präsident James Buchanan zum Staatssekretär dieses Territoriums ernannt. Dieses Amt behielt er bis 1861. In dieser Zeit musste er zweimal als Vertreter des Territorialgouverneurs Samuel Watson Black amtieren. Mit dem Regierungswechsel in Washington und dem folgenden Bürgerkrieg endete Mortons Amtszeit als Staatssekretär. In den folgenden Jahren wurde er in Nebraska ein angesehener Farmer. Er führte moderne landwirtschaftliche Methoden ein und hielt darüber Vorträge. In den Jahren 1882 und 1884 kandidierte Morton jeweils erfolglos gegen James W. Dawes für das Amt des Gouverneurs von Nebraska. Im Lauf der Jahre machte er sich einen so bedeutenden Namen auf dem Gebiet der Landwirtschaft, dass man in Washington auf ihn aufmerksam wurde. Präsident Grover Cleveland berief ihn im Jahr 1893 als Landwirtschaftsminister in sein Kabinett. Dieses Amt behielt er bis zum Ende von Clevelands Amtszeit am 5. März 1897. In seiner Zeit als Landwirtschaftsminister verbesserte er die Koordination zwischen dem Ministerium und den Farmern und half dem Präsidenten bei der Gründung von Naturschutzgebieten vor allem in Waldgegenden.

## Weiterer Lebensweg
Im Jahr 1897 begann Morton mit der Arbeit an einem mehrbändigen Geschichtsbuch über Nebraska. Außerdem gab er eine Wochenzeitung mit dem Namen „The Conservationist“ heraus. Julius Morton starb im April 1902. Sein Anwesen in Nebraska City ist heute Teil eines staatlichen Parks.